# Elekfi László
Elekfi László (Szeged, 1920. április 24. – Budapest, 2018. december 10.) magyar nyelvész, az MTA doktora.

## Életrajza
1920. április 24-én látta meg a napvilágot Szegeden. Mivel családja a mai Borsod-Abaúj-Zemplén vármegyei Gagybátor településről származik, édesapjának, Eckerdt Eleknek családi nevével együtt sokáig hordozta a gagybátori előnevet. A gagybátori Eckerdt László nevet magyarosította Elekfi vezetéknévre.
Az elemi iskola 1. és 2. osztályát a Szegedi Evangélikus Iskolában végezte, hittanra azonban a Szent György téri elemibe járt. Harmadik elemiben Miskolcra került; ezt az évet a Szeles utcai elemi iskolában végezte. Ekkor kezdett el zongorát tanulni, németet pedig Berlitz-módszerrel  tanult. Negyedik osztályban visszatért Szegedre, de ekkor már a Szent György téri elemibe. Az elemi iskola 4 osztálya után, 1930-ban iratkozott be a piaristákhoz a gimnáziumi 8 évre. Az év novemberében szentelték föl a Fogadalmi templomot. A piarista diákok is részt vettek az ünnepi eseményen. A zeneiskolában Antos Kálmán, a Fogadalmi templom orgonistája tanított zeneelméletet. Tőle kapott kedvet az orgonáláshoz, de a beszédfonetikához is.  Magyar–német szakra iratkozott be a Pázmány Péter Tudományegyetemre és az Eötvös Collegiumba, de mellette a Zeneakadémiára is járt orgona szakra Zalánfy Aladárhoz. Összhangzattanra Siklós Alberthez járt volna, de az órák ütköztek Haeckel Ernő németóráival, így került Kodályhoz. Ő ellenponttant is tanított.
Az egyetemen érdekelte az általános nyelvészet, ezt Laziczius Gyula tartotta, az ő órái meg Kodályéval ütköztek. Itt Kodályt választotta. Később Deme László elmondta neki, mit tanított Laziczius. A 3. évben Kodály népzeneóráit hallgatta. Jó kapcsolata alakult ki Gergely Ferenccel, Járdányi Pállal. A sok elfoglaltság miatt azonban abbahagyta a Zeneakadémiát, hogy többet foglalkozhasson a szakdolgozatával. Ennek témája: német karácsonyi dallamok a magyar templomokban. A szakdolgozatot elfogadták bölcsészdoktori disszertációnak. Schwartz Elemér, Pais Dezső és Brandenstein Béla voltak a vizsgáztatói. Az egyetem 5. évében Csépke Andorékhoz költözött; velük már régebben együtt kamarazenélt (zongorás triók).
A doktorátus után fölvették tanárnak az Érseki Katolikus Gimnáziumba és prefektusnak a Rákóczi Kollégiumba, itt 1943-tól 1949-ig működött. 1944-ben kezdődött Budapest ostroma. Az Emericana Egyetemi Bajtársi Szövetség révén bekerült a Kisegítő Karhatalmi Alakulatba. Az ostrom utolsó hónapját a Ciszterci Gimnázium kazánházában töltötte. A ciszterci tanárok közt ott volt Rajeczky Benjamin is, aki azelőtt egyik bírálója volt a karácsonyi énekekről szóló dolgozatnak.
1945 februárjában visszatért a Rákóczi Kollégiumba, részt vett az épület helyrehozásában. 1948-ban államosították az Érseki Gimnáziumot; ez lett a mai Rákóczi Gimnázium. Innen 1949-ben a Mester utcai általános iskolába került, ott magyart tanított egy fél évig; a következő évben Angyalföldön, a Kilián György utcai általános iskolában tanított oroszt, mert közben oroszul is megtanult.
1951–52-ben párhuzamosan tanított a II. kerületi Dénes utcai és a Vörös Hadsereg úti (ma Hűvösvölgyi út) általános iskolában. Az utóbbiban ismerkedett meg első feleségével, akivel aztán 1955-ben házasságot is kötött. 1958-ban született meg lányuk.
1952-ben jelentkezett aspiránsnak, de a bírálóbizottság nem vette föl. Ehelyett Pais Dezső a Nyelvtudományi Intézetet ajánlotta, ahol Országh László akkor kezdte meg az A magyar nyelv értelmező szótára szerkesztését, és szüksége volt munkatársakra. Előbb pár hónapig az Akadémiai Kiadó segédmunkatársaként kellett szavakat értelmeznie. Az értelmező szótárnak 1962-re mind a hét kötete megjelent.
Ezután 1962-től 1964-ig a Petőfi-szótár szerkesztésében, 1962 és 1972 közt az Értelmező kéziszótár szerkesztésében vett részt. Ebbe tervezték a szavak ragozási típusainak jelölését és rendszerezését; őt bízták meg ezzel a munkával. Az egykötetes kéziszótár terjedelmét ez jócskán túllépte volna, de jóval később önálló szótárként jelent meg: Magyar ragozási szótár, 1994.
1974-ben meghalt a felesége. Hatévi özvegység után talált rá második feleségére, akivel 1980-ban házasodtak össze.
A magyar nyelv szóalakrendszerének még részletesebb kidolgozása már a 2000-es évekre maradt: A Szókincsünk nyelvtani alakrendszere számítógépes adatbázis előkészítése. A kandidátusi tudományos fokozatot 1976-ban nyerte el, Petőfi költeményeinek versmondattani felépítése, különös tekintettel az aktuális mondattagolásra című disszertációjával. A kétkötetes Nyelvművelő kézikönyv anyagának körülbelül a tizedrészét ő írta (1980, 1985). 2003-ban jelent meg Wacha Imrével közösen írt könyve: Az értelmes beszéd hangzása.
Ugyanebben az évben érett be egy fiatalkorában elkezdett munkájának gyümölcse: Stefan George válogatott verseinek műfordítása, kétnyelvű kiadásban. 2004-ben adta be akadémiai doktori értekezését Predikatív viszonyok értelmezése és szerepe címmel. 2005-ben kapta meg a Magyar Tudományos Akadémia doktora címet. Az értekezés témáját kibővítette a „hatodik mondatrészről” szóló értekezésével, mely 2009-ben jelent meg. Ezt tartotta addigi fő művének.
Szakterülete a magyar nyelv, nyelvelmélet, hangtan, prozódia volt. Kutatási témái:
- A magyar leíró nyelvtan régi és új szempontjainak egyeztetése a mondattanban és a lexikográfiában
- Predikatív viszonyok áttekintése a logikában, a magyar nyelvtanokban és beszélt mondatokban
- Részletező magyar ragozási szótár

2018. december 10-én, családtagjai körében, 98 éves korában hunyt el.

## Díjai, kitüntetései
- Bárczi Géza-díj
- Pais-Dezső-díj (2004)[3]
- Révai Miklós-emlékérem (2004)[4]
- Kazinczy-díj (2007)

## Vonósnégyes
Kevesen tudják róla, hogy zenét is szerzett. Egy ifjúkori szerzeménye 1943-ban keletkezett.  A mű címe: Diatonikus vonósnégyes (vagyis előjegyzés nélküli kvartett). A darabot részben a Kodály által képviselt népdalszeretet ihlette, részben pedig az, hogy ez idő tájt ismerkedett többféle zenei fogással, mint pl. a fúga szerkezetével. Úgy érezzük, ezekre a zenei építőkövekre összpontosította szerzeményét, amelyet ő maga sem hallhatott túl sokszor addig.

## Művei
- Gagybátori Eckerdt László: Német karácsonyi dallamok a magyar templomban; Egyetemi Német Nyelvészeti és Néprajzi Intézet, Bp., 1943 (Német néprajztanulmányok)
- Vizsgálatok a hanglejtés megfigyelésének módjaihoz; Akadémiai, Bp., 1962 (Nyelvtudományi értekezések)
- Petőfi verseinek mondattani és formai felépítése, különös tekintettel az aktuális mondattagolásra; Akadémiai, Bp., 1986 (Nyelvészeti tanulmányok)
- A magyar hangkapcsolódások fonetikai és fonológiai szabályai  kiejtési kézikönyv munkálatai; MTA Nyelvtudományi Intézet, Bp., 1992 (Linguistica)
- Magyar ragozási szótár; MTA Nyelvtudományi Intézet, Bp., 1994
- Tagmondatok szubjektív igazságértéke kételemű tételkapcsolatokban ísérleti mondatjelentéstani tanulmány, 1976-1984-1990; MTA Nyelvtudományi Intézet–JGYTF, Bp.–Szeged 1998 (Linguistica Series A Studia et dissertationes)
- Elekfi László–Wacha Imre: Az értelmes beszéd hangzása ondatfonetika, kitekintéssel a szövegfonetikára; Szemimpex, Bp., 2003